# Lambula melaleuca
Lambula melaleuca är en fjärilsart som beskrevs av Walker 1866. Lambula melaleuca ingår i släktet Lambula och familjen björnspinnare. Inga underarter finns listade i Catalogue of Life.